# Лафет
Лафет (енгл. gun carriage) је скуп свих делова артиљеријског оруђа осим цеви и нишанских справа. На њега се смешта цев да би се могла управљати на циљ и ослањати при опаљењу, а у артиљерији КоВ најчешће и да би се могла превозити. Зависно од тога како је цев везана с њим - дирктно, обично преко својих рамена, или индиректно, преко хидроелектричног система за кочење и враћање цеви, лафет може бити крут или еластичан.

## Карактеристике

### Крути лафет (14-19. век)
Крути лафет се при опаљењу трза заједно са цеви. Имала су га глатка и спорометна олучна оруђа, од 14. до краја 19. века. У почетку су израђивани од дрвета, као прости подметачи са лежиштем за цев повезану конопцима, гвозденим обручима и стегама, док се елевација цеви постизала клиновима. У 16. веку лафети добијају точкове (у КоВ два велика, а у бродској артиљерији 4 мала точка), а цеви рамена којима се причвршћују за лафет, а у 17. веку усавршавају се применом гвоздене осовине и гвоздених шина на точковима. У 18. веку уведен је механизам елевације цеви са завртњем уместо клинова, а средином 19. века појављују се гвоздени лафети са разним уређајима за механичко кочење трзања оруђа (кочница на трење).

### Еластични лафет (од краја 19.века)
Враћање трзајућих делова по правилу још није било аутоматско: оно је то постало тек крајем 19. века, када је уведен еластични лафет са хидрауличним системом за кочење и враћање цеви и гвозденим штитом за послугу. Еластични лафети деле се на покретне (лафети пољских и вучних ПТ и ПА оруђа са точковима или гусеницама) и непокретне (лафети тенковских, самоходних, железничких, ваздухопловних, тврђавских, бродских и обалских оруђа).